# Зерринруд
Зерринру́д, или Зерринаба́д, или Зиринаба́д, или Зерринаба́д-Бинринеру́д (перс. زرینرود‎) — небольшой город на северо-западе Ирана, в провинции  Зенджан. Входит в состав шахрестана  Ходабенде. На 2006 год население составляло 4 956 человек.

## География
Город находится в южной части Зенджана, в горной местности, на высоте 1759 метров над уровнем моря.
Зерринруд расположен на расстоянии приблизительно 100 километров к югу от Зенджана, административного центра провинции и на расстоянии 250 километров к западу от Тегерана, столицы страны.